# Carbocystein
Carbocystein (internationaler Freiname Carbocistein) ist ein chiraler Arzneistoff, der als Mukolytikum gegen festsitzenden Husten, wie er beispielsweise bei einer Bronchitis auftritt, eingesetzt wird.

## Wirkung und Verwendung
Carbocystein wirkt nicht durch Spaltung der Disulfidbrücken des Sekrets in den Bronchien wie Acetylcystein, sondern intrazellulär: Es wird vermehrt dünnflüssiger Schleim produziert und weniger viskoser Schleim. Seit den 1970er Jahren wird Carbocystein bei den Indikationen
- akute oder chronische Bronchitis
- Asthma- und Emphysembronchitis
- Bronchiektasen
- Bronchopneumonien

eingesetzt.
Die Wirksamkeit von Carbocystein ist umstritten, manche Experten führen die schleimlösende Wirkung auf die vermehrte Einnahme von Wasser zurück.

## Eigenschaften
Der spezifische Drehwert von Carbocystein [αD20] beträgt 0,5° in 1 M Salzsäure.

## Chemie

### Herstellung
Carbocystein wird aus Chloressigsäure und der natürlichen α-Aminosäure L-Cystein mithilfe von Natronlauge durch eine nucleophile Substitutionsreaktion unter Abspaltung von Natriumchlorid hergestellt.

### Isomerie
Carbocystein wird ausschließlich in der enantiomerenreinen L-Form, als Arzneistoff eingesetzt. S-Carboxymethyl-L-cystein besitzt am stereogenen Zentrum (α-Kohlenstoffatom der Cystein-Substruktureinheit) (R)-Konfiguration.
Die Racematspaltung von S-Carboxymethyl-DL-cystein ist in der Literatur beschrieben.

## Handelsnamen
Monopräparate
Mephathiol (CH), Mucoseptal (CH), Pectorex (CH), Rhinathiol (CH), Transbronchin (D), Tussantiol (CH), Siroxyl (B/L)
Kombinationspräparate
Triofan (CH)